# حصار قرانقو
حصار قرانقو هي قرية في مقاطعة ميانة، إيران. عدد سكان هذه القرية هو 145 في سنة 2006.